# Scolopia steenisiana
Scolopia steenisiana är en videväxtart som beskrevs av Herman Otto Sleumer. Scolopia steenisiana ingår i släktet Scolopia och familjen videväxter. Inga underarter finns listade i Catalogue of Life.